# Ouchi de Tabeyou (versione estiva)
Ouchi de Tabeyou, versione estiva è uno spot televisivo d'animazione del 2003, diretto da Hayao Miyazaki e Yoshiyuki Momose e realizzato per sponsorizzare i prodotti dell'azienda Hausu Shokuhin. Lo spot è prodotto dallo Studio Ghibli. È stato trasmesso sulla televisione giapponese per tutta l'estate, dal 1º giugno al 31 agosto del 2003.
Lo Studio Ghibli ha realizzato nel 2004 una versione invernale dello spot.
Lo spot pubblicitario è pubblicato sul dvd prodotto dallo Studio Ghibli Ghibli ga Ippai Special.